# Bruck an der Leitha
Bruck an der Leitha tiếng Hungary: Király•hida là một thành phố trong bang Niederösterreich, Áo và giáp với Burgenland với đường biên giới là sông Leitha.
Đô thị này được lập năm 1074 và trở thành thành phố năm 1239. Thành phố này được chuyển từ Hungary qua Áo năm 1921, nhưng vẫn thuộc Burgenland giữa giai đoạn 1921 đến 1938.

## Phân chia hành chính
- Bruck an der Leitha: 14,78 km²
- Schloss Prugg (de): 0,71 km²
- Wilfleinsdorf (de): 8,32 km²

## Người dân nổi tiếng
- Otto Tschadek (de)
- Oskar Helmer (de)
- Johann-Nepomuk Kral
- Leopold Petznek (de)
- Josef Ernst Köpplinger (de)
- Anton Stadler, clarinettist (de)
- Johannes Huber, doctor, theologian (de)